# فرودگاه شتلوو
فرودگاه شتلوو (به انگلیسی: Shatalovo) یک فرودگاه نظامی است که یک باند فرود بتن دارد و طول باند آن ۲۵۰۰ متر است. این فرودگاه در شهر پوچینوک، اوبلاست اسمالنسک کشور روسیه قرار دارد .